# Helconidea nipponica
Helconidea nipponica är en stekelart som först beskrevs av Watanabe 1972.  Helconidea nipponica ingår i släktet Helconidea och familjen bracksteklar. Inga underarter finns listade i Catalogue of Life.